# 手石の阿弥陀三尊
手石の阿弥陀三尊（ていしのあみださんぞん）とは、伊豆七不思議のひとつで、静岡県賀茂郡南伊豆町手石の海辺にある阿弥陀窟（あみだくつ、弥陀岩屋や弥陀ノ岩屋とも呼ばれる）にまつわる、江戸時代から伝わる伝説である。国指定の天然記念物でもある。

## 概要

### 伝説
昔、手石の近くに七兵衛という漁師があった。妻を亡くし、3人の子供を抱えて貧しい暮らしを送っていたが、末子の三平が重い病気にかかった。近くの寺に願を掛け朝夕お祈りをしていると、ある日七兵衛の夢枕に観音様が現れ「洞窟の海底にある鮑を取って食べさせよ」と告げた。七兵衛が小船で洞窟に漕ぎ入ると、奥から金色の光と共に三体の仏様が現れた。目も眩んだ七兵衛が思わず船底にひれ伏し、おそるおそる目を上げると、船の中にはたくさんの鮑が投げ込まれていた。これを食べさせた三平の病気はやがて回復し、その霊験は広く日本全国に知られるところとなったという。

### 天然記念物の指定
この伝説には異説もあるが、手石の弥陀窟は昭和9年（1934年）12月28日に『手石の弥陀ノ岩屋』の名称で国の天然記念物に指定された。大潮で波の静かな晴天の日の正午頃、この洞窟に小船で入ると、暗闇の中に金色に輝く三体の仏像が現れると言われるが、実際には洞窟の奥に、もう一つ鳩穴という別の小さな穴が本坑に対してT字型に交わり、この鳩穴を通じて洞内に差し込む日光が、洞内の岸壁の凸部を照らすことによって、あたかも暗闇の中に金色の阿弥陀像のように見えるものと考えられている。

## 位置情報
- 北緯34度37分34秒 東経138度53分24秒 / 北緯34.62611度 東経138.89000度
- 神子元島(御前崎) - 地理院地図
- +34°37' 34", +138°53'24" - Google マップ